# Talica (rejon sowiecki)
Talica (ros. Талица) – wieś w Rosji, w Kraju Ałtajskim, w rejonie sowieckim. W 2010 liczyła 532 mieszkańców.